# غوفر فداني
غوفر فداني (الاسم العلمي:Zygogeomys) هو جنس من الحيوانات يتبع فصيلة الغوفرية من رتبة القوارض.

## أنواع
هذا الجنس هو وحيد النوع:
- غوفر أشعر الساق (الاسم العلمي:Zygogeomys trichopus)